# Sasquatch (Great Escape)
Pour les articles homonymes, voir Sasquatch (homonymie).
Sasquatch est une attraction à sensations de type tour de chute, située dans le parc d'attractions américain Great Escape à Queensbury, dans l'État de New York. Inaugurée le 10 mai 2009, elle est un modèle de Combo Tower.

## Histoire
L'attraction ouvre en 2000 sous les noms Bayou Blaster et Sonic Slam dans un nouveau parc d'attractions appelé Jazzland. Par la suite, Six Flags reprend le bail du parc en 2002 et change le nom de celui-ci en Six Flags New Orleans. L'ouragan Katrina frappe le parc le 29 août 2005, celui-ci est inondé et est resté fermé depuis,. Six Flags décide de déménager plusieurs attractions, telle Batman: The Ride en 2007 pour être déplacé à Six Flags Fiesta Texas et sont renommées Goliath. Bayou Blaster et Sonic Chelem sont démantelées en 2008 et déménagées à Great Escape en 2009 pour être rebaptisées Sasquatch. L'attraction est repeinte et est officiellement inaugurée le 10 mai 2009.

## L'attraction
L'origine de son appellation provient du Sasquatch. En tant que Combo Tower, elle comporte deux tours, une Turbo Drop et une Space Shot. Cette dernière lance les passagers jusqu'à 46 mètres au sommet de la tour en 3 secondes et la nacelle descend lentement. L'ascension de la Turbo Drop est lente et la chute s'effectue en trois secondes.